# Giuseppe Di Bartolo (architetto)
Giuseppe Di Bartolo (Terranova di Sicilia, 1815 – Palermo, 1865) è stato un architetto italiano nonché docente d'architettura presso il Politecnico di Torino.
Operò in diverse località siciliane dove progettò edifici religiosi, civili e patrizi di grande caratura in stile neorinascimentale. Dai critici dell'epoca fu considerato l'"avversario" di Ernesto Basile. Fu il capostipite di una famiglia di ingegneri e architetti molto noti nella zona del gelese.

## Opere
Tra le numerose opere progettate dal Di Bartolo si ricordano:
- prospetto principale della chiesa madre di Gela;
- Palazzo Giusto-Nocera a Gela;
- Palazzo De Maria a Gela;
- Palazzo Benintende a Caltanissetta;
- Palazzo della Provincia a Caltanissetta;
- Palazzo Sillitti-Bordonaro a Caltanissetta;
- Palazzo Lanzirotti a Caltanissetta;
- Palazzo Genuardi a Palermo;
- Palazzo Cataliotti a Palermo;
- Cornice interna della chiesa del Gesù a Palermo;
- Prospetto del Real Teatro di Santa Cecilia a Palermo;
- Teatro comunale di Vittoria;
- Cupola della chiesa di San Giovanni Battista (chiesa matrice) a Vittoria;
- Palazzo municipale di Gela (non realizzato);
- Progetta la facciata della Chiesa San Giuliano di Caltagirone (1858, prospetto mai realizzato)
- Sistemazione dei prospetti laterali del Teatro comunale di Caltagirone 1861-1863 (oggi galleria "Luigi Sturzo")
- Educandato San Luigi di Caltagirone (1861-1864)